# Nicola Velotti
Nicola Velotti (Casamarciano, 11. studenoga 1964.) je talijanski psihoanalitičar, profesor, art terapeut i filozofski savjetnik.

## Životopis
Godine 1991. objavio je Talijanski manifest art terapije s izdavačkom kućom Flaccovio Editore, uz suradnju umjetnika među kojima se posebno ističe ime slikara i kipara Camillo Capolongo. Bio je pionir art terapije u Italiji. Sljedećih je godina predložio i vodio radionice art-terapije u suradnji umjetnika Claudio Costa i psihijatra Antonija Slavicha u bivšoj bolnici Psichatrico Quarto Costa u Genovi. U bivšoj psihijatrijskoj bolnici Aversa, u suradnji sa psihijatrom Sergiom Pirom, ponovno je predložio i vodio radionice art-terapije. Godine 1994., nakon sudjelovanja na prvoj međunarodnoj konferenciji o filozofskom savjetovanju u Vancouveru koju su organizirali Ran Lahav i Lou Marinoff, objavio je Talijanski manifest filozofske prakse u izdavačkoj kući Flaccovio, podržan od filozofa poput Gerardo Marotta, osnivača Talijanskog instituta studija filozofije.
Sljedećih godina slijedio je tečajeve koje je držao Gerd Achenbach na Sveučilištu u Kölnu, utemeljitelj filozofskog savjetovanja. Svojim je inicijativama pridonio širenju art-terapije i filozofskog savjetovanja u staračkim domovima, centrima za maloljetnike u riziku i ustanovama za invalide. Godine 1999. postao je profesionalni umjetnički terapeut za Američko udruženje za umjetničku terapiju AATA i pohađao tečajeve Edith Kramer sa Sveučilišta New York, svjetski poznate pionirke art terapije. Godine 2000. osnovao je udrugu "Filozofski terapijski centar" i započeo prvi tečaj za filozofsko savjetovanje i art terapiju. Prvi je u Italiji započeo internetski tečaj filozofskog savjetovanja. Predaje principe i tehnike umjetničke terapije i povijesti kinematografije i audiovizualnog programa na ABAN akademiji likovnih umjetnosti u Noli). Član je znanstvenog odbora Association des Psychanalystes Européens (EPA) i surađivao je s nekoliko znanstvenih časopisa. Njegovo se istraživanje u osnovi bavi praktičnom primjenom umjetnosti i filozofije koja mora pomoći u promicanju stanja psiho-fizičke dobrobiti, pomoći u prevladavanju stereotipa i predrasuda, promicanju oporavka sposobnosti pozitivne interakcije s drugima i s okolinom, cijeniti različitost drugih i prihvatiti svoje.

## Publikacije
- Il Manifesto Italiano dell’Arteterapia, Flaccovio Editore, Palerme, (1991)[13]
- Il Manifesto Italiano della Pratica Filosofica, Flaccovio Editore, (1994)[14]
- Nicola Velotti 2018 L’ arte secondo la psicoanalisi: le basi teoriche dell’arteterapia ISBN 1792053606
- Nicola Velotti 2019 Pier Paolo Pasolini: l’ arte poetica e filmica come terapia ISBN 1798645432
- Članci Velottija o State of Mind
- Velotti knjige o AbeBooks

## Vanjske poveznice
- http://www.rivistaea.it/2018/12/13/poetry-therapy-e-scena-primaria-di-nicola-velotti-2/
- http://www.rivistaea.it/2021/01/15/l-accattone-di-pasolini-di-nicola-velotti/
- http://www.rivistaea.it/2020/07/22/calderon-di-pasolini-di-nicola-velotti/
- http://www.rivistaea.it/2018/05/31/edipo-re-il-complesso-ritrovato-di-nicola-velotti/
- https://issuu.com/edizionicircolovirtuoso/docs/maggio  Arhivirana inačica izvorne stranice od 6. rujna 2021. (Wayback Machine)
- http://biourbanistica.com/it/blog/2014/12/9/le-basi-teoretiche-dellarteterapia/
- https://ita.calameo.com/books/001405018629635c509fc
- http://www.downloadbooks.live/pdf/8860301602/books-s1s11818092s  Arhivirana inačica izvorne stranice od 12. travnja 2019. (Wayback Machine)
- http://www.academia.edu/33737132/Linconscio. _Rivista_Italiana_di_Philosofia_e_Psicoanalisi_n. _3_2017_Linconscio_estetico
- http://www.downloadbooks.live/pdf/B00PAZE8R6/books-s1s11818088s-1ss2sfb497b9es-2s  Arhivirana inačica izvorne stranice od 12. travnja 2019. (Wayback Machine)
- https://kripkit.com/terapia-de-arte  Arhivirana inačica izvorne stranice od 5. svibnja 2021. (Wayback Machine)
- http://web.tiscali.it/cisat/pr02.htm
- https://www.osteriacasadimare.it/precmamhaunet1973/sywzyvte-ritratto-dell-artista-da-giovane-libro-vari-417283.html  Arhivirana inačica izvorne stranice od 7. svibnja 2021. (Wayback Machine)